# Internal transcribed spacer

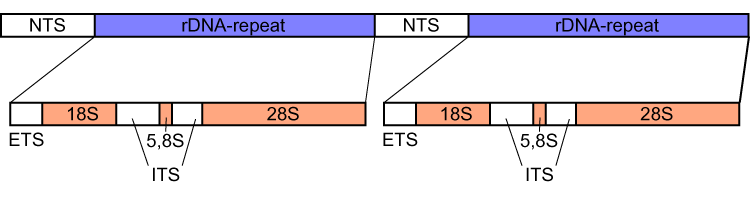
rDNA (lila) hinter non-transcribed sequences (NTS), rRNA-Transkripte (orange) mit external transcribed sequences (ETS) und internal transcribed sequences (ITS)

Ein internal transcribed spacer (ITS) ist eine Nukleotidsequenz zwischen der ribosomalen DNA (rDNA) von rRNA-Genen oder zwischen den rRNA-Abschnitten in den aus der rDNA während der Transkription entstehenden Transkripten.

## Eigenschaften
Die RNA des Ribosoms (rRNA) besteht aus verschiedenen RNA-Molekülen, die in Eukaryoten aus unterschiedlichen Transkripten der rRNA-Gene (rDNA) erzeugt wurden. Innerhalb dieser Sequenzen liegen die ITS, die als spacer im Gegensatz zur rRNA nicht im fertigen Ribosom vorkommen. Im Gegensatz zu ITS liegen die external transcribed sequences (ETS) außerhalb der ribosomalen Untereinheiten, kommen aber ebenso wenig im späteren Ribosom vor. Die ITS und ETS werden nach der Transkription herausgeschnitten und anschließend abgebaut, teilweise unter Beteiligung von snoRNA.
In Bakterien und Archaeen befinden sich die ITS zwischen der 16 S und der 23 S rRNA.
In Eukaryoten existieren zwei verschiedene ITS: ITS1 liegt zwischen der 18 S und der 5,8 S rRNA und ITS2 zwischen der 5,8 S und der 26 S (in Pflanzen) bzw. der 28 S rRNA (in Tieren und Pilzen). Während ITS1 der bakteriellen ITS entspricht, entstand ITS2 später in der 23 S rRNA durch Duplikation.

## Verwendung
Die 5,8 S rRNA von Eukaryoten und die umgebenden ITS werden zur Untersuchung der Phylogenetik verwendet, da ITS vergleichsweise häufig mutieren und die Gene der rRNA in vielen Kopien im Genom vorkommen und dadurch tendenziell weniger zu falsch negativen Ergebnissen führen, z. B. in Bakterien, in Pflanzen, in Stechmücken und in Pilzen. Innerhalb der ribosomalen DNA der Pilze sind die ITS die Sequenzen mit der deutlichsten Unterscheidbarkeit innerhalb einer Art oder zwischen Arten. Standard-Primerpaare für die Polymerase-Kettenreaktion zur Unterscheidung von Pilzen sind ITS1 mit ITS4. Für die Unterscheidung von Basidiomyceten und Mycorrhiza werden andere Primerpaare verwendet.
| Taxonomische Gruppe            | Reich    | Taxonomische Stufe | Jahr | Referenz            |
| ------------------------------ | -------- | ------------------ | ---- | ------------------- |
| Pilze                          | Pilze    | Genera             | 1990 | White et al.        |
| Asteraceae: Compositae         | Pflanzen | Spezies            | 1992 | Baldwin et al.      |
| Basidiomyceten/Ascomyceten     | Pilze    | Genera             | 1993 | Gardes et al.       |
| Viscaceae: Arceuthobium        | Pflanzen | Spezies            | 1994 | Nickrent et al.     |
| Poaceae: Zea                   | Pflanzen | Spezies            | 1996 | Buckler & Holtsford |
| Leguminosae: Medicago          | Pflanzen | Spezies            | 1998 | Bena et al.         |
| Orchidaceae: Diseae            | Pflanzen | Genera             | 1999 | Douzery et al.      |
| Odonota: Calopteryx            | Tiere    | Spezies            | 2001 | Weekers et al.      |
| Hefen von klinischer Bedeutung | Pilze    | Genera             | 2001 | Chen et al.         |
| Poaceae: Saccharinae           | Pflanzen | Genera             | 2002 | Hodkinson et al.    |
| Plantaginaceae: Plantago       | Pflanzen | Spezies            | 2002 | Rønsted et al.      |
| Jungermanniopsida: Herbertus   | Pflanzen | Spezies            | 2004 | Feldberg et al.     |
| Anophelinae Südamerikas        | Tiere    | Spezies            | 2006 | Marelli et al.      |
| Pinaceae: Tsuga                | Pflanzen | Spezies            | 2008 | Havill et al.       |
| Brassicaceae                   | Pflanzen | Stämme             | 2010 | Warwick et al.      |
| Ericaceae: Erica               | Pflanzen | Spezies            | 2011 | Pirie et al.        |
| Diptera: Bactrocera            | Tiere    | Spezies            | 2014 | Boykin et al.       |
| Scrophulariaceae: Scrophularia | Pflanzen | Spezies            | 2014 | Scheunert & Heubl   |
| Potamogetonaceae: Potamogeton  | Pflanzen | Spezies            | 2016 | Yang et al.         |